# 大自由街

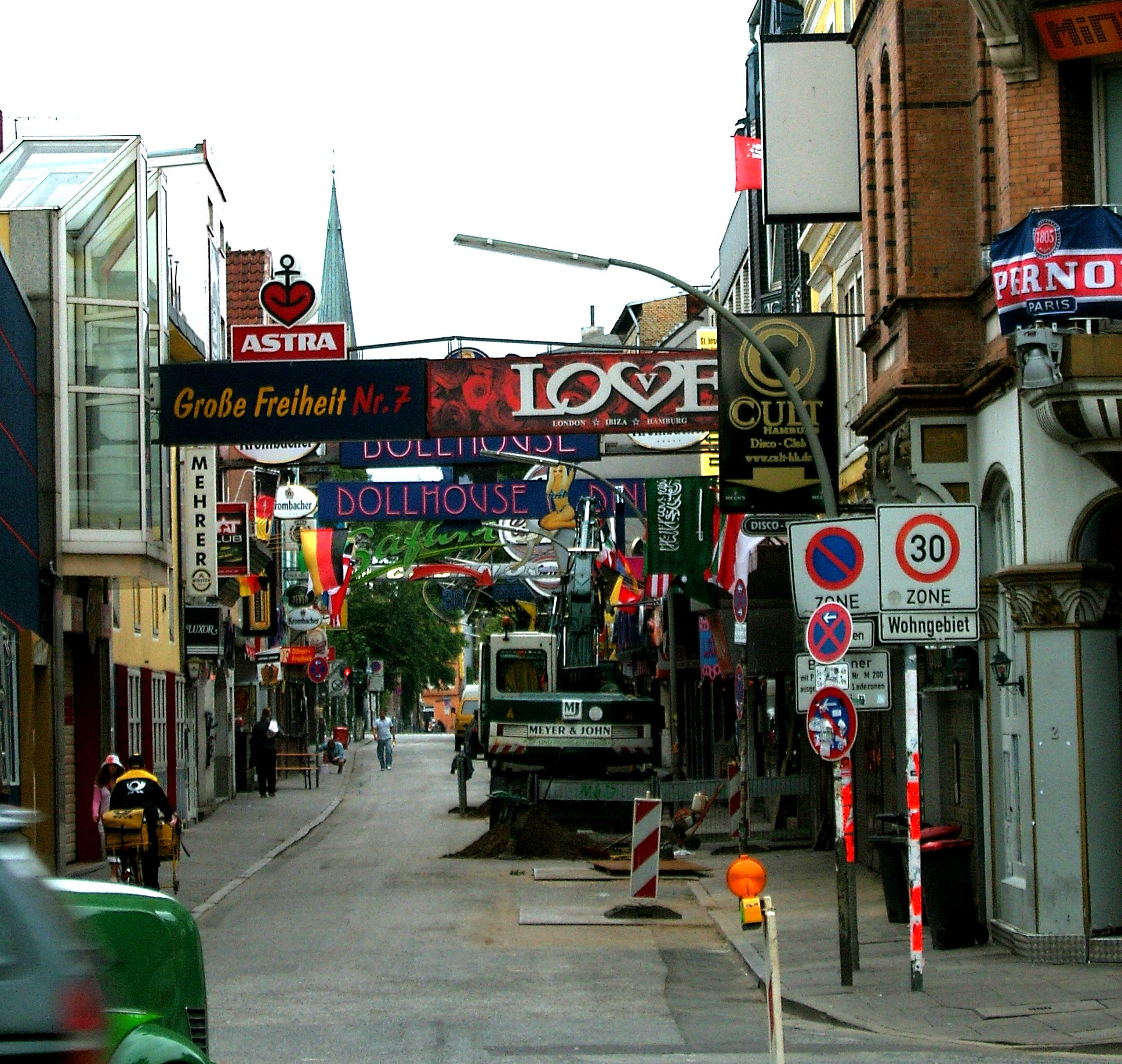

大自由街 (德语: "Große Freiheit")是汉堡圣保利区绳索街北侧的一条支路。它是红灯区的一部分。 

## 历史
这条街命名于1610年，以纪念绍恩堡和荷尔斯泰因-平讷贝格伯爵赋予非路德宗如门诺会和罗马天主教教徒的宗教自由，以及不属于任何行会的工匠的商业自由。当时该区属于荷尔斯泰因-平讷贝格的阿尔托纳市，还不属于汉堡。在汉堡市内，禁止非路德宗教会公开的宗教活动。天主教圣若瑟堂仍在这条街上，周围被卖淫行业所环绕。门诺会教堂成立于1611年，于1915年迁至其他街区。
1938年，纳粹德国颁布大汉堡法案，改变汉堡的边界，这条街道成为汉堡的一部分。1944年，德国影片《大自由街7号》就以这条街命名。
1960年代，披头士乐队在这里演出，包括在大自由街36号、大自由街64号和大自由街39号。这条街仍然拥有“大自由街36号”等一些音乐俱乐部。
在1970年代，一些性剧院在舞台上现场表演性行为。“狩猎”（Safari）到2013年关闭时，是德国仅存的性剧院。
2008年, 披头士广场（Beatles-Platz）建成。

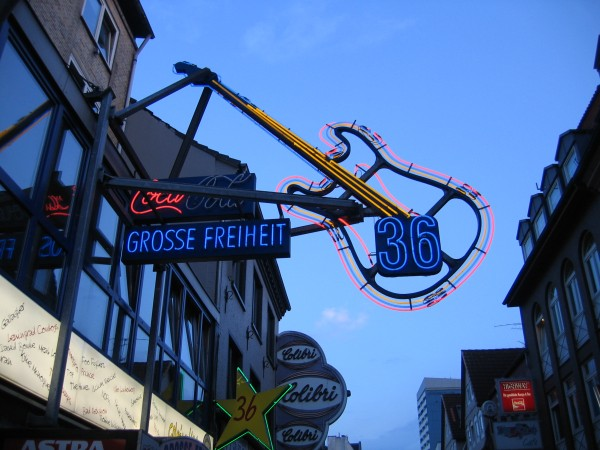
大自由街36号
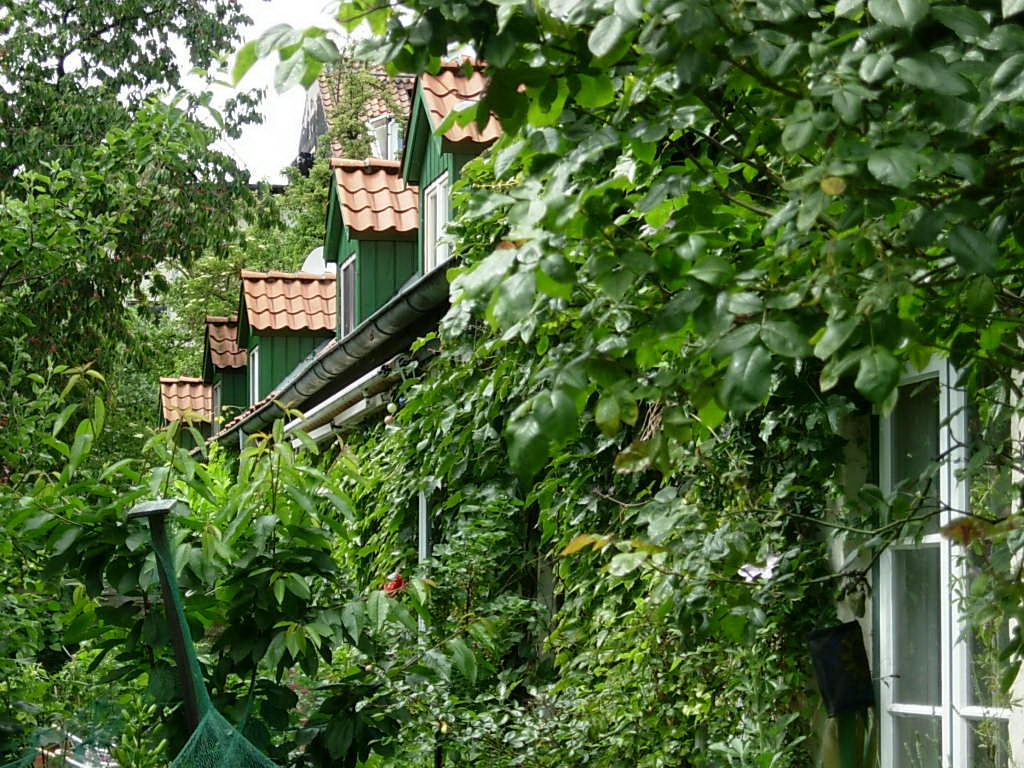
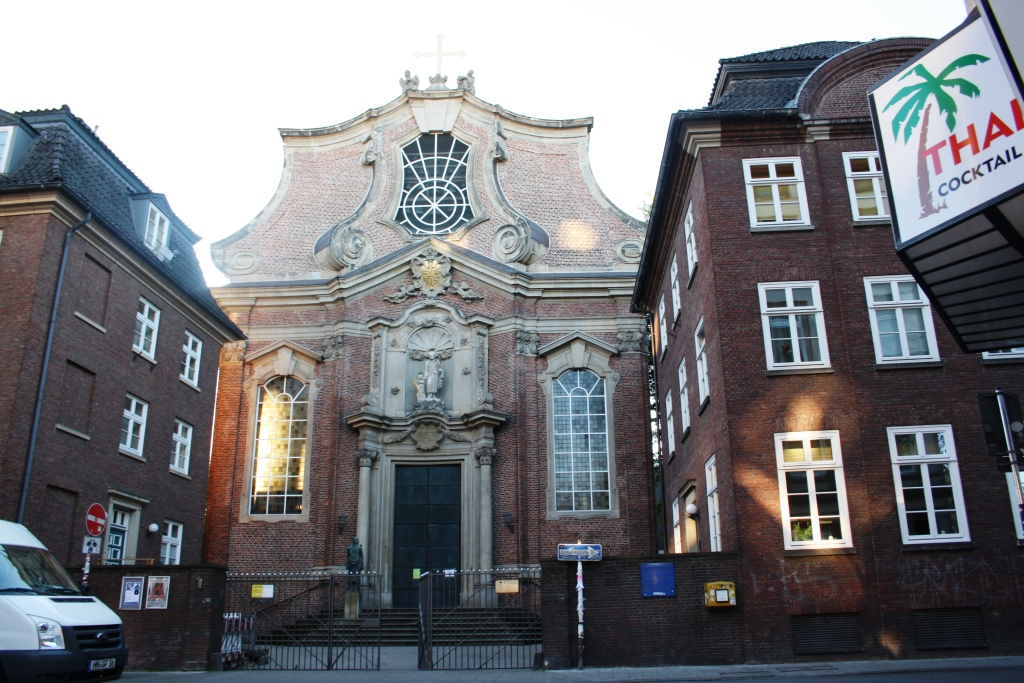
圣若瑟堂